# أماندا ليبور
أماندا ليبور (بالإنجليزية: Amanda Lepore)‏ (مواليد 5 ديسمبر 1967) هي عارضة أزياء وناشطة اجتماعية أمريكية. وهي واحدة من الشخصيات العامة وواحدة من أشهر المتحولات جنسياً. ظهرت كمسوقة للعديد من شركات الملابس والساعات والمكياج.

## روابط خارجية
- أماندا ليبور على موقع IMDb (الإنجليزية)
- أماندا ليبور على موقع ألو سيني (الفرنسية)
- أماندا ليبور على موقع ميوزك برينز (الإنجليزية)
- أماندا ليبور على موقع أول موفي (الإنجليزية)
- أماندا ليبور على موقع ديسكوغز (الإنجليزية)
- أماندا ليبور على موقع قاعدة بيانات الفيلم (الإنجليزية)
- أماندا ليبور على موقع كينوبويسك (الروسية)